# In Amenas
In Amenas (în arabă عين أمناس) este o comună din provincia Illizi, Algeria.
Populația comunei este de 7.385 de locuitori (2008).